# Johann Christian Konrad von Hofmann
Johannes Christian Konrad von Hofmann (21 décembre 1810 - 20 décembre 1877) est un professeur luthérien de théologie systématique et historique.

## Biographie
Il est né le 21 décembre 1810 à Nuremberg et étudie la théologie et l'histoire à l'université d'Erlangen. En 1829, il se rend à Berlin, où il suit des conférences de Schleiermacher, Hegel, Hengstenberg, Neander et Ranke . Ce dernier persuade presque Hofmann de se concentrer entièrement sur l'histoire profane plutôt que sur la théologie chrétienne . D'autres personnalités ont une influence sur sa foi et sa pensée comme Christian Krafft, un pasteur réformé et professeur agrégé de théologie à Erlangen, et Friedrich von Raumer, un professeur d'histoire naturelle et de pédagogie .
En 1833, Hofmann est nommé pour enseigner l'hébreu et l'histoire au Gymnasium d'Erlangen. En 1835, il devient Repetent, en 1838 Privatdozent, et en 1841 professeur extraordinaire à la faculté de théologie d'Erlangen. En 1842, il devient professeur ordinaire à l'Université de Rostock, mais en 1845, il retourne à Erlangen en tant que successeur de Gottlieb Christoph Adolf von Harless, fondateur de la revue Zeitschrift für Protestantismus und Kirche. Entre 1846 et 1852, Hofmann est co-rédacteur en chef de ce journal, avec JF Höfling (1802–1853) et Gottfried Thomasius (1802–1875) . Entre 1853 et 1858, lui et Thomasius sont coéditeurs. De 1859 jusqu'à sa mort, Hofmann en est le principal éditeur. Il meurt à Erlangen  le 20 décembre 1877. Alors qu'il opère avec une herméneutique biblique conservatrice, il est membre d'un parti politique progressiste et en est député pour Erlangen et Fürth au parlement bavarois entre 1863 et 1868 .
Hofmann se démarque parmi ses collègues d'Erlangen pour de nombreuses raisons, notamment parce qu'il est le plus prolifique d'entre eux, mais aussi en raison de ses opinions politiques progressistes . Au-delà de plusieurs dizaines d'essais et d'éditoriaux plus petits (qui traitaient à la fois de questions théologiques et politiques), Hofmann écrit Prophecy and Fulfillment in the Old and New Testaments en deux volumes, Scriptural Proof en deux volumes et un volume inachevé en onze volumes d'un commentaire sur l'ensemble du Nouveau Testament . Il donne aussi des conférences importantes sur l'herméneutique biblique, l'éthique théologique et l'encyclopédie théologique, qui sont publiées à titre posthume par certains de ses étudiants .
La contribution de Hofmann à l'histoire de la théologie chrétienne réside dans quatre domaines principaux : ses réflexions sur l'herméneutique biblique, sa compréhension de la Bible comme « Heilsgeschichte » ou « histoire du salut », sa compréhension de l'expiation, et son renouvellement de la théologie trinitaire dans le sillage de la dogmatique de Schleiermacher . Selon Matthew Becker, dont l'étude de la vie et de la théologie de Hofmann est la seule vue d'ensemble et analyse complète des idées de ce théologien en langue anglaise, "la vision trinitaire de Dieu de Hofmann est fondée sur l'amour divin, qui est la cause de la libre décision d'auto-différencier le moi de Dieu dans l'histoire et de se donner le moi de Dieu (kénose divine ou « dépouillement divin ») dans l'histoire afin de réaliser dans le Jésus humain une nouvelle humanité. Le point central de la conception de Hofmann de «l'histoire du salut» (Heilsgeschichte) est sa compréhension de la kénose trinitaire, selon laquelle le Dieu éternel est devenu historique en «vidant» le moi de Dieu en Jésus afin de réconcilier le monde entier avec Dieu. Selon Hofmann, l'histoire du monde ne peut être correctement comprise que dans le cadre du don de soi historique du Dieu trinitaire qui est amour. L'histoire du salut, par conséquent, n'est pas séparée de l'histoire, mais finalement embrasse et accomplit toute l'histoire en elle-même. Ainsi l'histoire du salut (Heilsgeschichte) ne fait pas partie de l'histoire du monde, mais plutôt l'histoire du monde fait partie de l'histoire du salut"  .
La théologie trinitaire de l'histoire de Hofmann est proprement eschatologique : l'histoire reçoit son unité et son sens en la considérant depuis sa fin - et non depuis son début - bien que sa fin apparaisse au milieu de l'histoire et ne soit perceptible que dans la foi . Hofmann croit, à la lumière de sa régénération baptismale et par la foi, que Dieu a déjà révélé la fin ou le but de l'histoire (son unité) dans l'événement de Jésus, qui est "le centre de toute l'histoire" . En Jésus, le Dieu éternel s'est fait temporel pour donner le Soi éternel dans l'amour afin de restaurer et d'unir le temporel à Dieu .
La perspective historique de Hofmann est tempérée par son souci de prendre au sérieux la précompréhension inévitable que chaque interprète de la Bible apporte au texte biblique et de tenir compte des implications herméneutiques qu'une perspective religieuse particulière crée pour l'interprétation biblique  . Hofmann reconnait que la participation personnelle de l'interprète dans sa connaissance et sa compréhension, à la fois dans sa découverte et sa validation, est une partie indispensable de l'interprétation elle-même. Selon Becker, les réflexions herméneutiques de Hofmann forment ainsi un développement important entre l'herméneutique de Schleiermacher et des penseurs ultérieurs tels que Martin Heidegger, Hans-Georg Gadamer, Rudolf Bultmann et Paul Ricœur, qui ont également analysé l'historicité du langage et l'historicité du interprète biblique .

## Œuvres
Hofman a écrit : 
- De bellis ab Antiocho Epiphane adversus Ptolemaeos, Ph.D. diss., (1835)
- Die siebzig Jahre des Jeremias u. die siebzig Jahrwochen des Daniel (1836)
- Geschichte des Aufruhrs in den Cevennen (1837)
- De argumento psalmi centesimi decimi, Th.D., diss., (1838)
- Lehrbuch der Weltgeschichte fur Gymnasien (1839), qui est devenu un manuel dans les lycées protestants de Bavière
- Weissagung u. Erfullung im allen u. neuen testamente (1841–1844; 2e éd., 1857–1860)
- Der Schriftbeweis (1852–1855; 2e éd., 1857–1860)
- Die heilige Schrift des neuen Testaments zusanimenhangend untersucht (1862–1878, 2e éd., 1896)
- Schutzschriften (1856-1859), dans lequel il se défend contre l'accusation d'enseigner une compréhension peu orthodoxe de l'Expiation. [15] [16]
- Die Augsburger Rechtfertigung der Augsburger Adresse (1874)
- Theologische Ethik (1878)
- Vermischte Aufsaetze (1878)
- Encyklopaedie der Theologie  (1879)
- Biblische Hermeneutik (1880)
- Die Offenbarung St.Johannis (1896)

En théologie, comme en politique ecclésiastique, Hofmann est un luthérien conservateur et confessionnel, bien que l'individualité fortement marquée de certaines de ses opinions l'expose à des accusations répétées d'hétérodoxie. Il est le personnage principal de ce qu'on a appelé l'école d'Erlangen  bien que ses positions théologiques uniques le mettent souvent en désaccord avec ses collègues et le distinguent. Élu prévôt de l'Université d'Erlangen plus de fois que tout autre professeur là-bas au XIXe siècle, il est incontestablement la figure de proue de cette faculté au cours de ses années de service .